# Chine aux Jeux olympiques d'été de 1996
La Chine est représentée par 294 athlètes aux Jeux olympiques d'été de 1996 à Atlanta.

## Médailles

### Or
| Sport               | Discipline                  | Sportifs                   | Performance |
| Médailles d'or : 16 |                             |                            |             |
| Athlétisme          | 5 000 mètres                | Wang Junxia                |             |
| Badminton           | Double dames                | Ge Fei, Gu Jun             |             |
| Plongeon            | Tremplin 3 mètres           | Xiong Ni                   |             |
| Plongeon            | Tremplin 3 mètres femme     | Fu Mingxia                 |             |
| Plongeon            | Plateforme 10 mètres femme  | Fu Mingxia                 |             |
| Gymnastique         | Concours général individuel | Li Xiaoshuang              |             |
| Judo                | Femme + 72 kg               | Sun Fuming                 |             |
| Tir                 | Homme Cible mobile 10m      | Yang Ling                  |             |
| Tir                 | Femme Pistolet 25m          | Li Duihong                 |             |
| Natation            | Femme 100 m Nage libre      | Le Jingyi                  |             |
| Tennis de table     | Simple messieurs            | Liu Guoliang               |             |
| Tennis de table     | Double messieurs            | Liu Guoliang, Kong Linghui |             |
| Tennis de table     | Simple dames                | Deng Yaping                |             |
| Tennis de table     | Double dames                | Deng Yaping, Qiao Hong     |             |
| Haltérophilie       | Homme 54-59 kg              | Tang Ningsheng             |             |
| Haltérophilie       | Homme 64-70 kg              | Zhan Xugang                |             |

### Argent
| Sport                   | Discipline                        | Sportifs | Performance |
| Médailles d'argent : 22 |                                   | |             |
| Tir à l'arc             | Individuel femme                  | He Ying |             |
| Athlétisme              | Femme 10 000 m                    | Wang Junxia |             |
| Athlétisme              | Femme Lancer du poids             | Sui Xinmei |             |
| Badminton               | Simple hommes                     | Dong Jiong |             |
| Plongeon                | Tremplin 3 mètres Hommes          | Yu Zhuocheng |             |
| Football                | Football féminin                  | Chen Yufeng, Fan Yunjie, Gao Hong, Liu Ailing, Liu Ying, Shi Guihong, Shui Qingxia, Sun Qingmei, Sun Wen, Wang Liping, Wei Haiying, Wen Lirong, Xie Huilin, Yu Hongqi, Zhao Lihong, Zhong Honglian |             |
| Gymnastique             | Sol hommes                        | Li Xiaoshuang |             |
| Gymnastique             | Homme Concours par équipes        | Li Xiaoshuang, Zhang Jingin, Shen Jian, Fan Bin, Huang Liping, Huang Huadong, Fan Hongbin |             |
| Gymnastique             | Saut femmes                       | Mo Huilan |             |
| Gymnastique             | Barres asymétriques femmes        | Bi Wenjing |             |
| Aviron                  | Femmes Deux de couple             | Xiuyun Zhang, Mianying Cao |             |
| Tir                     | Homme Pistolet 10m                | Wang Yifu |             |
| Tir                     | Homme Cible mobile 10m            | Xiao Jun |             |
| Softball                |                                   | An Zhongxin, Chen Hong, He Liping, Lei Li, Liu Xuqing, Liu Yaju, Ma Ying, Ou Jingbai, Tao Hua, Wang Lihong, Wang Ying, Wei Qiang, Xu Jian, Yan Fang, Zhang Chunfang                                |             |
| Natation                | Femme 50 m Nage libre             | Le Jingyi |             |
| Natation                | Femme 100 m Papillon              | Liu Limin |             |
| Natation                | Femme 4 × 100 m nage libre Relais | Le Jingyi, Na Chao, Yun Nian, Shan Ying |             |
| Tennis de table         | Simple messieurs                  | Wang Tao |             |
| Tennis de table         | Double messieurs                  | Wang Tao, Lü Lin |             |
| Tennis de table         | Double dames                      | Liu Wei, Qiao Yunping |             |
| Volley-ball             | Volley-ball féminin               | Lai Yawen, Li Yan, Cui Yong-Mei, Wu Yongmei, Wang Yi, He Qi, Wang Ziling, Sun Yue, Wang Lina, Liu Xiaoning, Pan Wenli, Zhu Yunying                                                                 |             |
| Haltérophile            | Homme Moins de 54 kg              | Zhang Xiangsen |             |

### Bronze
| Sport                    | Discipline                     | Sportifs                                 | Performance |
| Médailles de bronze : 12 |                                |                                          |             |
| Athlétisme               | Femme 10 km marche             | Wang Yan                                 |             |
| Badminton                | Double dames                   | Qin Yiyuan, Tang Yongshu                 |             |
| Badminton                | Double mixte                   | Liu Jianjun, Sun Man                     |             |
| Plongeon                 | Plateforme 10 mètres Hommes    | Xiao Hailiang                            |             |
| Gymnastique              | Barre fixe hommes              | Fan Bin                                  |             |
| Judo                     | Femme 61 - 66 kg               | Wang Xianbo                              |             |
| Tir                      | Homme Double trap              | Zhang Bing                               |             |
| Natation                 | Femme 4 × 100 m 4 nages Relais | Chen Yan, Han Xue, Cai Huijue, Shan Ying |             |
| Natation                 | Femme 200 m 4 nages            | Lin Li                                   |             |
| Tennis de table          | Simple dames                   | Qiao Hong                                |             |
| Haltérophilie            | Homme 59-64 kg                 | Xiao Jiangang                            |             |
| Lutte                    | Lutte gréco-romaine -57 kg     | Sheng Zetian                             |             |